# Trachyspina daunton
Trachyspina daunton är en spindelart som beskrevs av Norman I. Platnick 2002. Trachyspina daunton ingår i släktet Trachyspina och familjen Trochanteriidae.
Artens utbredningsområde är Queensland. Inga underarter finns listade i Catalogue of Life.